# Вікова рівновага
Вікова́ рівнова́га — стан, при якому число ядер ізотопів у ланцюжку розпадів пов'язано з постійними розпаду (періодами напіврозпаду) простим співвідношенням:
{\displaystyle ~{\frac {N_{1}}{N_{2}}}={\frac {\lambda _{2}}{\lambda _{1}}}={\frac {T_{1/2}^{(1)}}{T_{1/2}^{(2)}}}}
Вікова рівновага полягає в тому, що число розпадів (активність) всіх членів радіоактивного ряду дорівнює один одному, і якщо вихідний ізотоп має дуже великий час життя (постійна активність), то ніякої зміни активності і у дочірніх радіоактивних елементів не спостерігається. З достатньою точністю можна вважати, що вікова рівновага наступає за час, що дорівнює десятикратному періоду напіврозпаду найбільш довгоживучого дочірнього елемента:
- в урановому ряду — через 830 000 років,
- торієвому — через 67 років,
- актин-урановому — через 343 000 років.

У природному стані всі нукліди, генетично пов'язані в радіоактивних рядах, зазвичай знаходяться в певних кількісних співвідношеннях, які залежать від їх періодів напіврозпаду.
Чим менше {\displaystyle ~T_{1/2}} члена радіоактивного ряду, тем меншим є його вміст в земній корі.
Постійна розпаду {\displaystyle ~\lambda } — ймовірність розпаду ядра в одиницю часу.
Якщо у зразку в момент часу {\displaystyle ~t} є {\displaystyle ~N} радіоактивних ядер, то кількість ядер {\displaystyle ~dN}, що розпалися за час {\displaystyle ~dt} рівна
{\displaystyle ~dN=-\lambda Ndt}.
Кількість ядер 2 досягає максимального значення {\displaystyle N_{2}^{max}={\frac {\lambda _{2}}{\lambda _{1}}}N_{10}exp(-\lambda _{1}t^{max})} при {\displaystyle ~t^{max}={\frac {\ln(\lambda _{1}/\lambda _{2})}{\lambda _{1}-\lambda _{2}}}}.
Якщо {\displaystyle ~\lambda _{2}<\lambda _{1}} , сумарна активність {\displaystyle ~N_{1}(t)\lambda _{1}+N_{2}(t)\lambda _{2}} буде монотонно зменшуватись.
Якщо {\displaystyle ~\lambda _{2}>\lambda _{1}} , сумарна активність спочатку зростає за рахунок накопичення ядер 2.
У загальному випадку, коли є ланцюжок розпадів {\displaystyle ~1{\xrightarrow {}}2{\xrightarrow {}}...n}., процес описується системою диференціальних рівнянь
{\displaystyle ~dN_{i}/dt=-\lambda _{i}N_{i}+\lambda _{i-1}N_{i-1}}.
Розв'язком системи для активностей з початковими умовами {\displaystyle ~N_{1}(0)=N_{10}}; {\displaystyle ~N_{i}(0)=0} буде
{\displaystyle ~A_{n}(t)=N_{10}\sum _{i=1}^{n}{c_{i}exp(-\lambda _{i}t)}}, де
{\displaystyle ~c_{m}={\frac {\prod _{i=1}^{n}\lambda _{i}}{\prod _{i=1}^{n}(\lambda _{i}-\lambda _{m})}}}.